# Condado de Madison (Tennessee)
O Condado de Madison é um dos 95 condados do Estado americano do Tennessee. A sede do condado é Jackson, e sua maior cidade é Jackson. O condado possui uma área de 1 447 km² (dos quais 4 km² estão cobertos por água), uma população de 91 837 habitantes, e uma densidade populacional de 64 hab/km² (segundo o censo nacional de 2000). O condado foi fundado em 1821.